# Frieze Art Fair
Frieze Art Fair is een internationale beurs van hedendaagse kunst, die sinds 2003 elk jaar tijdens de maand oktober plaatsvindt in het Londense Regent's Park. De beurs wordt georganiseerd door Amanda Sharp en Matthew Slotover, de uitgevers van Frieze Magazine. Sinds 2014 vindt de beurs ook plaats in New York en sinds februari 2019 tevens in Los Angeles.
In 2008 was de Deutsche Bank voor het vijfde achtereenvolgende jaar de belangrijkste sponsor van de Frieze Art Fair.
Enkele Belgische, Vlaamse en Nederlandse galeries in hedendaagse kunst zoals Annet Gelink Gallery, Galerie Paul Andriesse, Grimm Gallery en Galerie Fons Welters uit Amsterdam, Galerie Catherine Bastide, Xavier Hufkens, Galerie Greta Meert en Jan Mot uit Brussel namen deel aan deze beurs met werken van onder andere Belgische, Vlaamse en Nederlandse internationale hedendaagse kunstenaars.